# Johannes Hirte
Johannes Hirte, vollständiger Name Karl Georg Johannes Hirt, (* 17. September 1869 in Berlin; † 5. Oktober 1931 in Berlin) war ein deutscher Architekt und Baubeamter.

## Leben

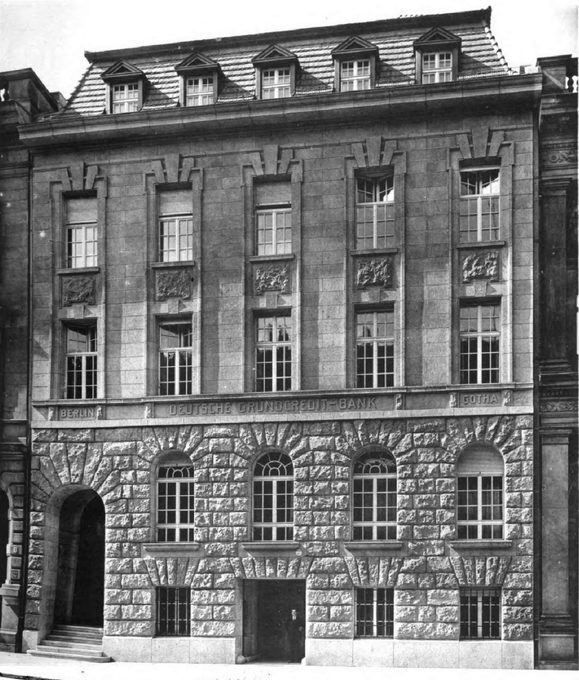
Deutsche Grundkredit-Bank Aufnahme von 1912

Er war ein Sohn des Bankiers Albert Hirte und dessen Ehefrau Bertha geb. Kaufmann. Hirte studierte Architektur und wurde nach bestandenem ersten Staatsexamen 1895 als Regierungsbauführer vereidigt. Nach bestandenem zweiten Staatsexamen im Hochbaufach wurde er 1898 zum Regierungs-Baumeister ernannt, verließ aber bereits 1899 den preußischen Staatsdienst, um nach dem Tod seines Vaters, zusammen mit seinem älteren Bruder Alfred (1865–1942), die Leitung der Union-Baugesellschaft auf Aktien und der Handelsstätte Bellealliance Aktiengesellschaft zu übernehmen, Zugleich begann Hirte als freier Architekt zu arbeiten. Nachdem 1905 die Union-Baugesellschaft das Fabrikgelände Markgrafenstraße 92/93/94 und Charlottenstraße 6/7 erworben hatte, konzipierte Hirte dafür eine neue Aufteilung und übernahm auch die Planung für einen Neubau auf dem Grundstück Markgrafenstraße 92/93 als Sitz der Union-Baugesellschaft (die nicht erhalten ist). 1907 hielt er im Architektenverein einen vielbeachteten Vortrag zum Thema „Die Entlastung des Potsdamer Platzes und die damit zusammenhängenden Fragen des Berliner Straßenverkehrs“. Die Union-Baugesellschaft hatte 1911 das Grundstück Voßstraße 2 erworben und Hirte errichtete darauf für die Deutsche Grundkreditbank einen Neubau (1936 für den Bau der Reichskanzlei abgerissen). 1912/1913 wurde nach seinen Entwürfen in der Wilhelmstraße 91 ein Neubau für die Nationale Radiator GmbH errichtet (nicht erhalten).
Zu den besonderen Interessen Hirtes gehörte die Geschichte der Stadt Berlin. Er nahm bereits 1890 an der Delegiertensitzung des Gesamtvereins der Deutschen Geschichts- und Altertumsvereine in Schwerin teil und wurde 1907 Mitglied des Vereins für die Geschichte Berlins.

## Familie
Johannes Hirte heiratete 1899 in Berlin Dora Langkammer (1880–1959). Das Paar hatte mehrere Kinder, über die nichts Näheres bekannt ist. Johannes Hirte und Dora Hirte wurden auf dem Alten Luisenstädtischen Friedhof am Südstern in Berlin-Kreuzberg beigesetzt.

## Ehrung
Im Jahr 1912 erhielt Hirte das Ritterkreuz II. Klasse des Herzoglich Sachsen-Ernestinischen Hausordens.